# Pratt & Whitney JT8D

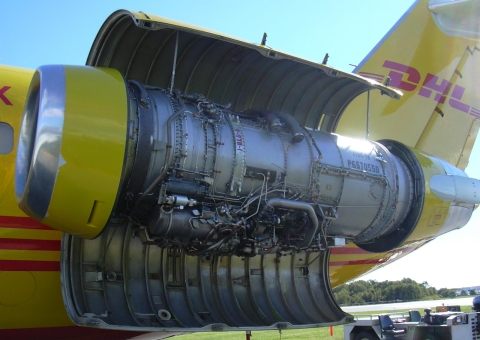
Silnik JT8D zamontowany na samolocie McDonnell Douglas DC-9

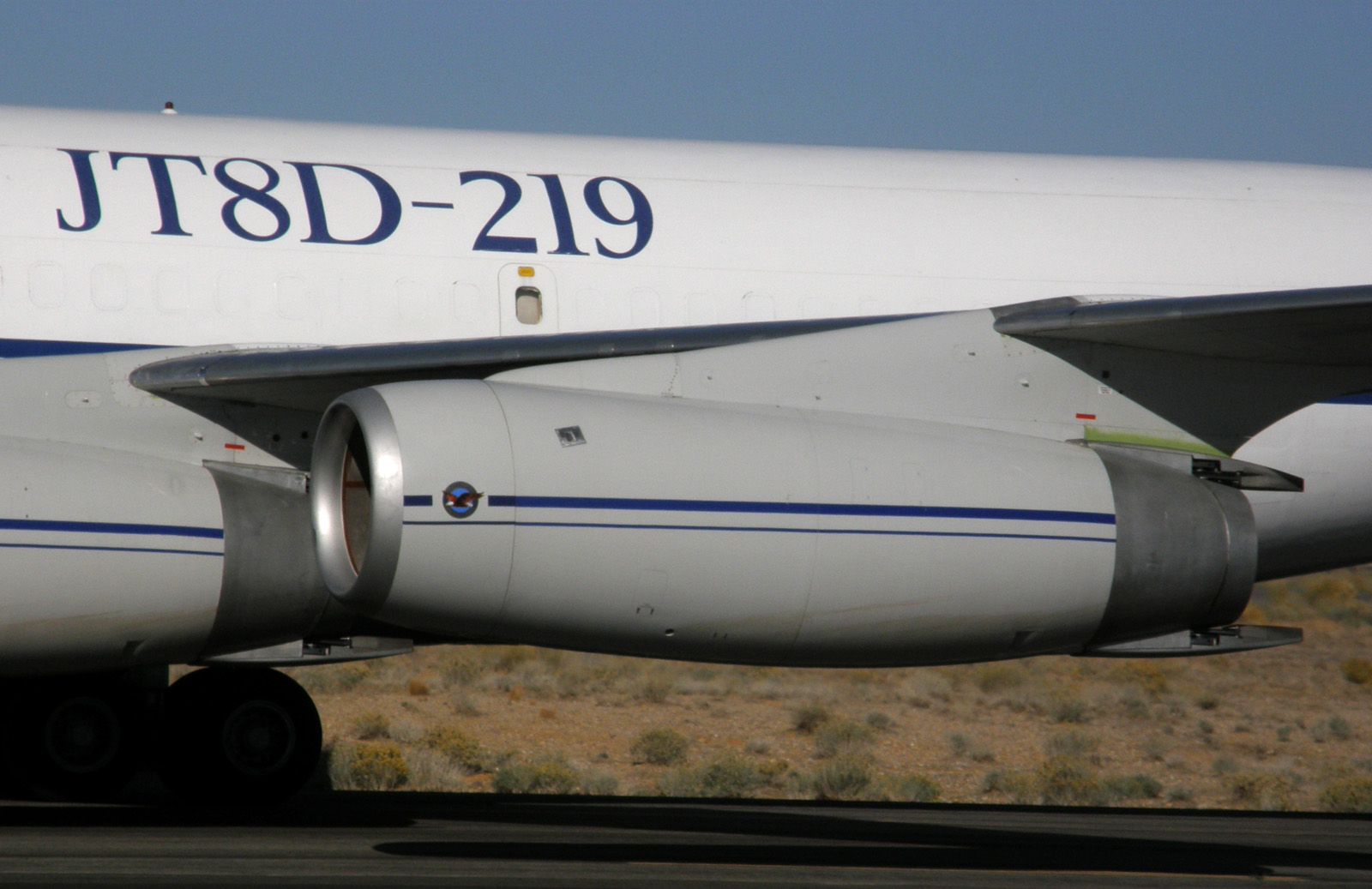
Silnik JT8D-219 podczas testów zamontowany na samolocie Boeing 707RE

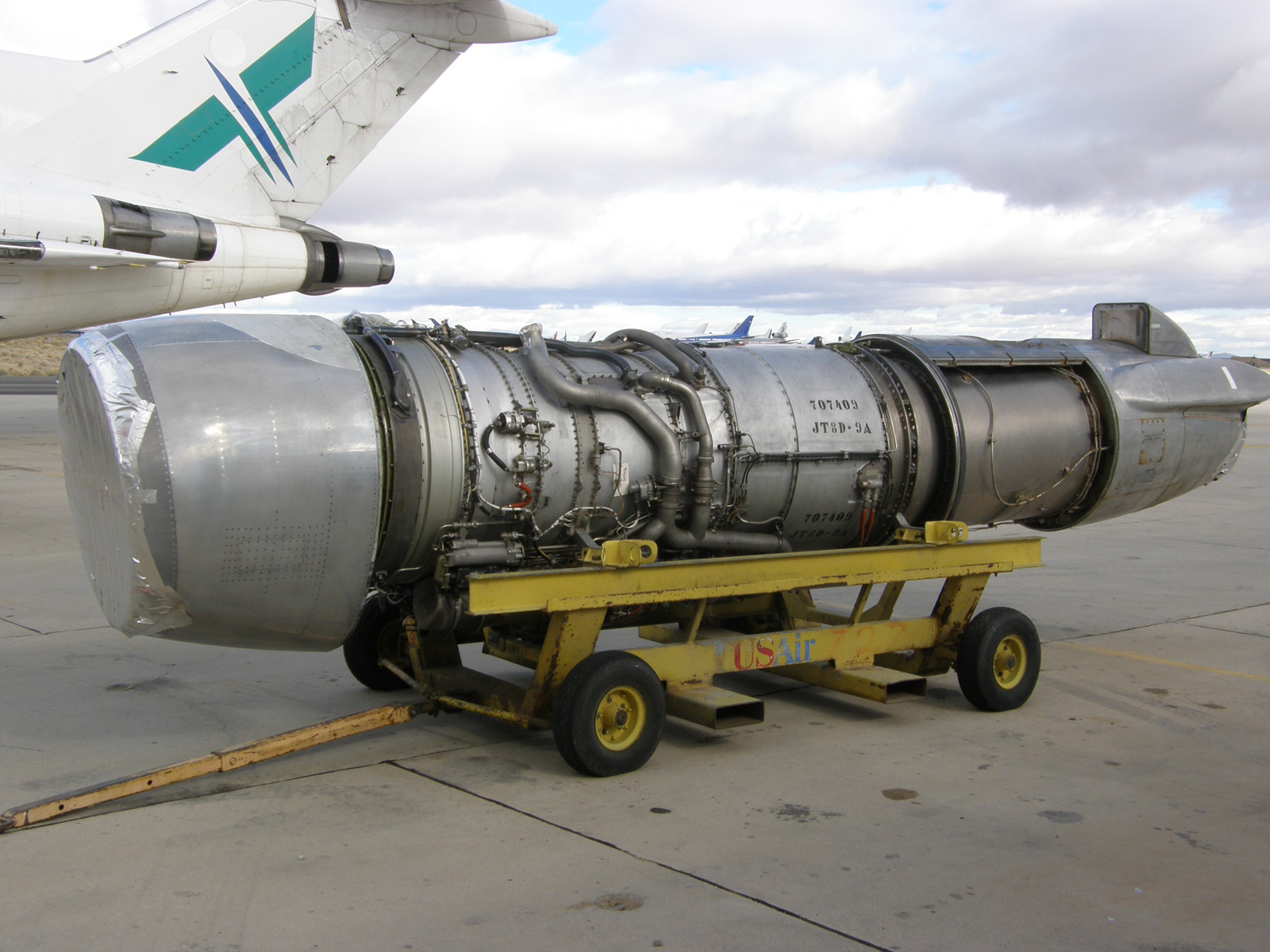
Silnik JT8D-9A

JT8D – seria silników lotniczych dwuprzepływowych produkowanych przez amerykańską firmę Pratt & Whitney. Pierwszy samolot z silnikami JT8D wzbił się 9 lutego 1963, był to oblot Boeinga 727. Silnik ten wywodził się z modelu Pratt & Whitney J52, które były montowane na samolotach Grumman A-6 Intruder. Następca Volvo RM8 to silnik produkowany na licencji w szwedzkich zakładach, który wykorzystywany był do napędzania samolotów Saab JA-37 Viggen.

## Projekt
Pierwsze testy nowego silnika Pratt & Whitney rozpoczęto w 1960. Pierwszy raz silnik wzbił się w powietrze 9 lutego 1963 przy okazji oblotu Boeinga 727, który był wyposażony w te silniki. Początkowo rodzina silników JT8D składała się z ośmiu modeli, które różniły się siłą ciągu od 66 kN do 77 kN. Oprócz Boeingów 727 silniki te napędzały również Boeinga 737 w wersji -100 i -200 oraz maszyny McDonnell Douglas DC-9. Zostało wyprodukowanych ponad 14 000 silników, które osiągnęły nalot pół miliarda godzin, użytkowane przez 350 operatorów z całego świata, czyniąc z nich najbardziej popularną serię silników dwuprzepływowych na świecie.

### Odświeżenie programu
Ze względu na zaostrzające się normy ochrony środowiska, które rozpoczęły się w 1970, firma Pratt & Whitney rozpoczęła prace nad nową wersją silnika z serii JT8D-200, który był bardziej wydajny oraz emitował mniejszy hałas. Nowa jednostka posiadała zwiększony ciąg – maksymalny ciąg to zakres od 82 kN do 97 kN. Dzięki większemu ciągowi silniki mogły być montowane na samolotach z serii McDonnell Douglas MD-80. Większy ciąg uzyskano powiększając współczynnik dwuprzepływowości poprzez wzrost średnicy wentylatora. Silniki typu JT8D-200 zostały wprowadzone w 1980. Ogółem wyprodukowano około 2900 silników JT8D z serii -200.
Silniki typu JT8D-217 i -219 były testowane w 2001, które zostały uznane jako dobry zamiennik na wysłużone już silniki JT3D zarówno w samolotach wojskowych jak i cywilnych w ramach programu Super 27. Silniki te są cichsze oraz zużywają nawet do 10% mniej paliwa.
Pratt & Whitney w ramach Joint venture z Seven Q Seven i Omega Air opracował silnik JT8D-219 jako zastępca przestarzałych silników w pochodnych samolotach od z modelu Boeing 707. Nowe silniki zastosowano również w samolotach Northrop Grumman E-8 Joint STARS, które pozwoliły na większą oszczędność paliwa w tych samolotach.
Toczyły się również dyskusje na temat użycia silników JT8D-219 w samolotach B-52, które będą eksploatowane aż do 2040.
Silniki JT8D-219 będą także napędzały mały samolot ponaddźwiękowy Aerion SBJ, który obecnie jest w fazie projektu.

## Warianty
- JT8D-5
- JT8D-7
- JT8D-S
- JT8D-9
- JT8D-9A
- JT8D-11
- JT8D-15
- JT8D-17
- JT8D-17R
- JT8D-209
- JT8D-217A/C
- JT8D-219

## Zastosowane
- Boeing 707RE
- Boeing 727
- Boeing 737
- Dassault Mercure
- McDonnell Douglas DC-9
- McDonnell Douglas MD-80
- McDonnell Douglas YC-15
- Northrop Grumman E-8 Joint STARS
- Sud Aviation Caravelle